# Tiro esportivo nos Jogos Pan-Americanos de 2007 - Tiro rápido 25 m masculino
A competição de tiro rápido 25m masculino foi um dos eventos do tiro esportivo nos Jogos Pan-Americanos de 2007, realizado no Complexo Esportivo Deodoro.

## Medalhistas
| Ouro   | CUB Leuris Pupo     |
| Prata  | USA Keith Sanderson |
| Bronze | BRA Fernando Júnior |

## Resultados

### Qualificatória
| Pos. | Atleta                      | P1  | P2  | Total |                                  |
| ---- | --------------------------- | --- | --- | ----- | -------------------------------- |
| 1    | CUB Leuris Pupo             | 295 | 287 | 582   | Recorde dos Jogos Pan-Americanos |
| 2    | USA Keith Sanderson         | 285 | 291 | 576   |                                  |
| 3    | BRA Fernando Cardoso Júnior | 284 | 285 | 569   |                                  |
| 3    | BRA Emerson Duarte          | 284 | 285 | 569   |                                  |
| 5    | ARG Daniel Felizia          | 287 | 281 | 568   |                                  |
| 6    | USA John McNally            | 282 | 283 | 565   |                                  |
| 7    | ESA Tirso Molina            | 283 | 289 | 562   |                                  |
| 8    | CUB Juan Francisco Pérez    | 282 | 279 | 561   |                                  |
| 9    | CAN Metodi Igorov           | 279 | 281 | 560   |                                  |
| 10   | ARG Héctor Fossati          | 279 | 280 | 559   |                                  |
| 11   | PUR Néstor Peña             | 272 | 267 | 539   |                                  |
| 12   | PER Marco Carrillo          | 261 | 265 | 526   |                                  |
| 13   | PER Alejandro García        | 244 | 250 | 494   |                                  |

### Final
| Pos.   | Atleta                      | Qual. | Final | Total |                                  | S-Off |
| ------ | --------------------------- | ----- | ----- | ----- | -------------------------------- | ----- |
| Ouro   | CUB Leuris Pupo             | 582   | 202.0 | 784.0 | Recorde dos Jogos Pan-Americanos |       |
| Prata  | USA Keith Sanderson         | 576   | 196.2 | 772.2 |                                  |       |
| Bronze | BRA Fernando Cardoso Júnior | 569   | 199.1 | 768.1 |                                  |       |
| 4      | ARG Daniel Felizia          | 568   | 197.1 | 765.1 |                                  |       |
| 5      | BRA Emerson Duarte          | 569   | 186.7 | 775.7 |                                  | 48.5  |
| 6      | USA John McNally            | 565   | 190.7 | 755.7 |                                  | 46.7  |

Legenda
| Recorde mundial                  | Recorde mundial (World record)               |                       | Recorde africano                      | Recorde africano (African) |                                           | Q | Classificado por posição (Qualified) |
| Recorde dos Jogos Pan-Americanos | Recorde pan-americano (Pan-American record)  | Recorde da América    | Recorde da América (Americas)         | q                          | Classificado por melhor tempo (Qualified) |   |                                      |
| Melhor marca do ano              | Melhor marca do ano (World leading)          | Recorde asiático      | Recorde asiático (Asian)              | DNS                        | Não largou (Did not start)                |   |                                      |
| Recorde nacional                 | Recorde nacional (National record)           | Recorde europeu       | Recorde europeu (European)            | DNF                        | Não terminou (Did not finish)             |   |                                      |
| Recorde pessoal                  | Recorde pessoal do atleta (Personal best)    | Recorde da Oceania    | Recorde da Oceania (Oceania)          | DSQ / DQ                   | Desclassificado (Disqualified)            |   |                                      |
| Recorde da temporada             | Recorde da temporada do atleta (Season best) | Recorde sul-americano | Recorde sul-americano (South America) | NM                         | Sem marca (No mark)                       |   |                                      |